# Józef Ignacy Rybiński
Józef Ignacy Tadeusz Rybiński herbu Radwan (ur. przed 30 kwietnia 1745 roku, zm. 4 stycznia 1806 roku) – koadiutor i biskup kujawsko-pomorski, kanonik krakowski w 1765 roku, proboszcz w Bierzanowie, opat komendatoryjny w Wągrowcu w 1771 roku, poseł na sejm, członek Zgromadzenia Przyjaciół Konstytucji Rządowej, uczestnik konfederacji targowickiej.

## Kariera
Duchowny katolicki, w latach 1765-1774 kanonik krakowski, w 1774 mianowany biskupem tytularnym Euroea (Evaria) i koadiutorem diecezji kujawskiej, w pełni rządy diecezją przejął w 1777. W 1778 r. został powołany na przewodniczącego deputacji do rewizji skarbu litewskiego, gdzie wykrył nadużycia finansowe W r. 1780 wszedł w skład Rady Nieustającej. W okresie prac Sejmu Wielkiego, był przeciwnikiem Rosji i zwolennikiem reform w oparciu o Prusy. Swymi wystąpieniami w sejmie przyczynił się do obalenia Rady Nieustającej, podobnie przemawiał za wycofaniem wojsk rosyjskich z granic Rzeczypospolitej. Był członkiem konfederacji Sejmu Czteroletniego. Wybrany członkiem wyłonionej w 1788 roku przez Sejm Czteroletni Deputacji Interesów Zagranicznych. Podczas obrad Sejmu Czteroletniego członek stronnictwa patriotycznego i zwolennik Konstytucji 3 Maja, oraz jej współtwórca, z jej promulgacją ogłosił specjalny list pasterski przesycony duchem patriotycznym i zarządził w swej diecezji nabożeństwa dziękczynne. 2 maja 1791 roku podpisał asekurację, w której zobowiązał się do popierania projektu Ustawy Rządowej. Członek Zgromadzenia Przyjaciół Konstytucji Rządowej. 23 sierpnia 1792 roku złożył w Warszawie akces do konfederacji targowickiej. Wspierał powstanie kościuszkowskie.

## Ordery i odznaczenia
- Order Orła Białego (1779)[2],
- Order Świętego Stanisława (1777)[9],
- Order Orła Czerwonego (1802 Prusy)[10].